# トゥルナン寺
トゥルナン寺（トゥルナンじ）は、中華人民共和国チベット自治区の首府ラサにあるチベット仏教の寺院である。中国名は大昭寺。一般的には本堂に相当する部分の名称であるジョカンと呼ばれることが多い。また、本堂という意味のツクラカンをつけて、トゥルナン・ツクラカンと呼ばれることもある。
正門前では、五体投地で祈る熱心なチベット仏教徒を多く見ることができる。
内部には多くのマニ車を備えた回廊があり、コルラすることが出来る。
本尊は、ソンツェン・ガンポに嫁した唐の玄宗皇帝の娘、文成公主が中国から持参したとされる釈迦牟尼像である。

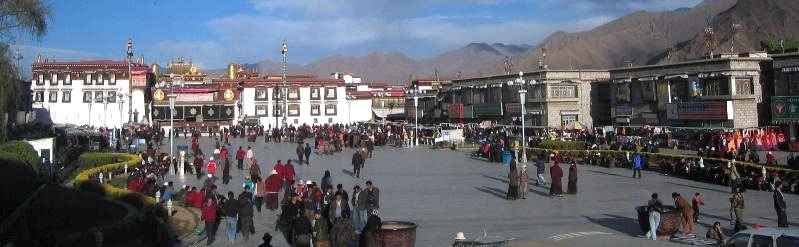

## 歴史
チベットを統一した吐蕃第33代のソンツェン・ガンポ王に中国より嫁いできた文成公主により、7世紀に建立された。2000年に世界遺産、ラサのポタラ宮の歴史的遺跡群に追加登録されている。中国の5A級観光地（2013年認定）でもある。
2018年2月17日午後6時40分頃、火災が発生し、呉英傑党委書記が対応の指揮に当たった。同日深夜までに消火され、怪我人は無いと伝えられた。なお、消火作業を撮影した画像が微博に投稿されたが、すぐに削除されている。